# Zakon velikih brojeva
Zakon velikih brojeva matematički je teorem koji kaže da prosjek rezultata dobivenih iz velikog broja neovisnih i identičnih slučajnih uzoraka konvergira prema pravoj (istoj) vrijednosti, ako ona postoji. Formalnije, zakon velikih brojeva navodi da s obzirom na uzorak neovisnih i identično raspodijeljenih vrijednosti, srednja vrijednost uzorka konvergira pravoj sredini.
Zakon velikih brojeva važan je jer jamči stabilne dugoročne rezultate za prosjeke nekih slučajnih događaja. Na primjer, dok kasino može izgubiti novac u jednom okretaju ruleta, njegova će zarada težiti prema predvidljivom postotku tijekom velikog broja okretaja. Bilo koji pobjednički niz igrača na kraju će biti nadvladan parametrima igre. Važno je napomenuti da se zakon primjenjuje (kao što naziv kaže) samo kada se uzme u obzir veliki broj opažanja. Ne postoji načelo da će se mali broj opažanja podudarati s očekivanom vrijednošću ili da će niz jedne vrijednosti odmah biti "uravnotežen" ostalima (kockarska zabluda).
Zakon velikih brojeva odnosi se samo na prosjek rezultata dobivenih iz ponovljenih ispitivanja i tvrdi da taj prosjek konvergira očekivanoj vrijednosti; ne tvrdi da se zbroj n rezultata približava očekivanoj vrijednosti puta n kako n raste.
Kroz njegovu povijest mnogi su matematičari doradili ovaj zakon. Danas se zakon velikih brojeva koristi u mnogim područjima uključujući: statistiku, teoriju vjerojatnosti, ekonomiju i osiguranje.